# J'ai cherché
J'ai cherché is een nummer van de Franse zanger Amir uit 2016. Het is de tweede single van zijn tweede studioalbum Au cœur de moi. Tevens vertegenwoordigde Amir met dit nummer Frankrijk op het Eurovisiesongfestival 2016. Het nummer haalde de zesde plaats, Frankrijks beste resultaat op het Eurovisiesongfestival sinds 2002.
In "J'ai cherché" zingt Amir zowel in het Frans als in het Engels. Het nummer werd een grote hit in Frankrijk en haalde daar de 2e positie. Ook in Wallonië was het nummer succesvol, maar in Vlaanderen haalde het echter de 5e positie in de Tipparade.